# Irianjaya
Irianjaya is een vliegengeslacht uit de familie van de roofvliegen (Asilidae).

## Soorten
- I. areolaris (Walker, 1860)
- I. complens (Walker, 1861)
- I. impiger (Wulp, 1872)
- I. mendax (Walker, 1857)